# IC 5037
IC 5037 ist eine Spiralgalaxie vom Hubble-Typ Sc im Sternbild Indianer am Südsternhimmel. Sie ist schätzungsweise 308 Millionen Lichtjahre von der Milchstraße entfernt.
Das Objekt wurde am 17. Mai 1904 von Royal Harwood Frost entdeckt.